# Margraviato de Brandeburgo
El Margraviato de Brandeburgo (en alemán: Markgrafschaft Brandenburg) fue uno de los principales principados del Sacro Imperio Romano Germánico desde 1157 hasta 1806. También conocido como la Marca de Brandeburgo (Mark Brandenburg), desempeñó un papel fundamental en la historia de Alemania y Europa central. 
Brandeburgo se desarrolló a partir de la Nordmark (Marca del Norte) fundada en el territorio de los wendos eslavos. Su nombre deriva de una de sus denominaciones, la Marca de Brandeburgo (Mark Brandenburg). El margrave de Brandeburgo ejerció la prestigiosa función de príncipe elector desde la Bula de Oro de 1356, lo que les permitía elegir al emperador del Sacro Imperio Romano. Por este motivo, el Estado fue conocido como Brandeburgo Electoral o el Electorado de Brandeburgo (Brandenburg Kurfürstentum o Kurbrandenburg). 
La dinastía de los Hohenzollern llegó al trono de Brandeburgo en 1415. Bajo el liderazgo Hohenzollern, Brandeburgo aumentó su poderío durante el siglo XVII y heredó el Ducado de Prusia. Lo anterior dio como resultado el Estado de Brandeburgo-Prusia, precursor del Reino de Prusia, que se convirtió en un importante Estado alemán durante el siglo XVIII. Aunque el título más alto de los electores fue "Rey en/de Prusia", su poder de base siguió siendo Brandeburgo y su capital, Berlín.
El Margraviato de Brandeburgo desapareció con la disolución del Sacro Imperio Romano Germánico en 1806, y fue sustituido por la prusiana provincia de Brandeburgo en 1815. El reino Hohenzollern de Prusia logró la unificación de Alemania y la creación del Imperio alemán en 1871. 

## Geografía
El territorio del antiguo margraviato, habitualmente conocido como el Mark Brandenburg, queda en lo que hoy en día es Alemania oriental y Polonia occidental. Geográficamente abarcaba la mayoría de lo que actualmente son los estados alemanes de Brandeburgo y Berlín, la Altmark (el tercio septentrional de Sajonia-Anhalt), y la Neumark (ahora dividido entre Lubusz y Voivodato de Pomerania Occidental de Polonia). Partes del actual estado federal de Brandeburgo, como Baja Lusacia y el territorio que había sido sajón hasta 1815, no fueron parte de la Marca. Coloquialmente pero no con precisión, el estado federal de Brandeburgo se identifica a veces con la Marca de Brandeburgo.
La región se formó durante la edad del hielo y caracterizada por morrenas, valles glaciares, y numerosos lagos. El territorio se conoce como una Mark o marca debido a que era un condado de frontera del Sacro Imperio Romano Germánico (véase también Margraviato de Meissen).
La Marca se define por dos tierras altas y dos depresiones. Las depresiones están ocupadas por ríos y cadenas de lagos con marismas y suelo pantanoso a lo largo de las orillas; en el pasado se usó para recoger turba, las orillas de los ríos están ahora drenadas y secas.
Las Tierras altas bálticas o septentrionales de la Meseta del lago de Mecklemburgo tienen sólo extensiones menores en Brandeburgo. La cordillera de aproximadamente 230 km de largo del sur de la Marca empezó en las Tierras altas de Lusacia (cerca de Żary) y continúa pasados Trzebiel (Triebel) y Spremberg, luego hacia el noroeste a través de Calau, y termina en la desnuda y seca Fläming. La depresión meridional está generalmente al norte de esta cordillera y aparece llamativamente en el Bosque del Spree (entre Baruth/Mark y Plaue an der Havel). La depresión septentrional, que queda casi directamente al sur de las tierras altas bálticas, está definido por tierras bajas de los ríos Notec y Varta, el Oderbruch, el valle del Finow, el páramo de Havelland y el río Óder.

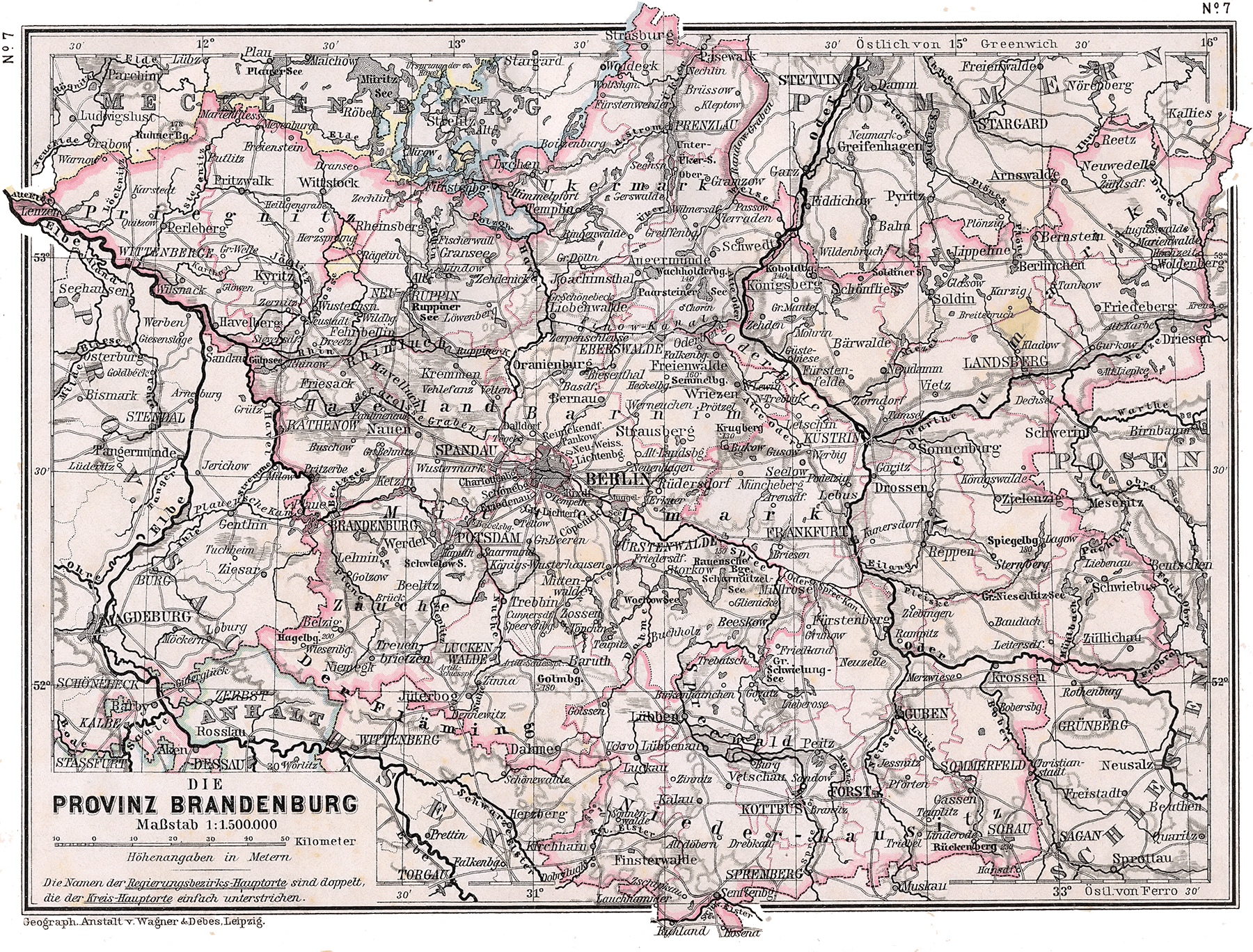
Provincia de Brandeburgo, h. 1905.

Entre estas dos depresiones hay una meseta baja que se extiende desde la zona de Posnania hacia el oeste a Brandeburgo a través de Torzym (Sternberg), la meseta de Spree, y el Mittelmark. Desde el sudeste hasta el noroeste, esta meseta se ve cortada por la tierra baja del Leniwa Obra y el río Óder bajo la confluencia del Neisse lusaciano, el valle del Spree inferior, y el valle de Havel. Entre estos valles se alzan una serie de colinas y mesetas, como Barnim, Teltow, Semmelberg cerca de Bad Freienwalde (157 m s. n. m.), Müggelberge en Köpenick (115 m s. n. m.), Havelberge (97 m s. n. m.), y las colinas Rauen cerca de Fürstenwalde (112-152 m s. n. m.).
La región está marcada por suelo seco y arenoso, amplias franjas de las cuales tienen pinos y plantas ericáceas, o brezo. Sin embargo, el suelo es margoso en las tierras altas y mesetas t, cuando se cultiva de forma apropiada, puede ser productivo agrícolamente.
Brandeburgo tiene un clima continental frío, con temperaturas que de media van desde los 0 °C en enero y febrero a cerca de 18 °C en julio y agosto. Las precipitaciones de media son 500 mm y 600 mm anualmente, con un modesto máximo en verano.

## Historia

### Marca del Norte

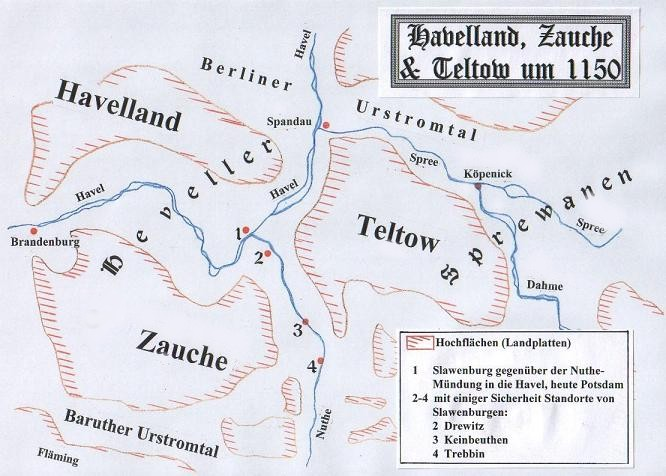
Brandeburgo, h. 1150.

Para el siglo VIII, los wendos eslavos, como los esprevanes y los hevelios comenzaron a moverse hacia la zona de Brandeburgo. Se unieron a los sajones y los bohemios.
Los obispados de Brandeburgo y Havelberg se establecieron a comienzos del siglo X (en 928 y 948, respectivamente). Eran sufragáneos del arzobispado de Maguncia; el obispado de Brandeburgo alcanzó el mar Báltico.
El rey Enrique el Pajarero empezó a gobernar en la región en 928–9, permitiendo al emperador Otón I establecer la Marca del Norte bajo el margrave Gerón en 936 durante el Ostsiedlung alemán. Sin embargo, la marca y los obispados fueron derrocados por la rebelión eslava en 983; hasta el colapso de la alianza liutiziana a mitad del siglo XI, el gobierno imperial a través de obispados y marcas quedó parada durante aproximadamente 150 años, incluso aunque el obispado se mantuvo.
El príncipe Pribislav de los hevelios llegó al poder en el castillo de Brenna (Brandenburg an der Havel) en 1127. Durante el reinado de Pribislav, en la que cultivó conexiones cercanas con la nobleza alemana, los alemanes tuvieron éxito a la hora de asegurar para el Imperio la región havolana de Brandeburgo an der Havel a Spandau. La disputada frontera oriental continuó entre los hevelios y los esprevanos, reconocieron la línea Havel-Nuthe. El príncipe Jaxa de Copnic de los esprevanos vivieron en Köpenick al este de la línea divisoria.

### Ascanios

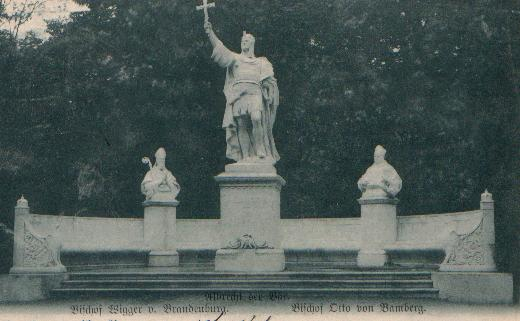
Estatua en Siegesallee de Alberto el Oso, flanqueado por el obispo Wigger de Brandeburgo y el obispo Otón de Bamberg.

Durante la segunda fase del Ostsiedlung alemán, Alberto el Oso empezó la política de expansión hacia el este de los ascanios. Desde 1123-25 Alberto desarrolló contactos con Pribislav, quien actuó como padrino del primer hijo del ascanio, Otón, y dio al niño la región de Zauche como regalo de bautismo en 1134. En el mismo año el emperador Lotario II nombró a Alberto margrave de la Marca del Norte y elevó a Pribislav al estatus de rey, aunque esto fue rescindido más tarde. También en 1134, Alberto tuvo éxito en asegurar para los ascanios la herencia de Pribislav, que no tenía hijos. Después de la muerte del segundo, en 1150, Alberto recibió la residencia havolana de Brenna. Los ascanios empezaron a construir el castillo de Spandau.
Los líderes eran cristianos, pero la población havolana siguió con su antigua religión eslava y se opuso a la asunción del poder por Alberto. Jaxa de Copnic, quizá pariente de Pribislav y pretendiente a Brandeburgo, controló Brandeburgo con ayuda polaca, y gobernó la tierra de los estodoranos. Otras fuentes históricas datan esta conquista en el año 1153, aunque no hay fuentes definitivas para la fecha. Investigaciones más recientes (como Lutz Partenheimer) la datan en la primavera de 1157, pues es dudoso que Alberto no hubiera respondido a las acciones de Jaxa durante cuatro años.
Con la victoria el 11 de junio de 1157, Alberto el Oso fue capaz de reconquistar Brandeburgo, exilió a Jaxa, y fundó un nuevo señorío. Dado que ya tenía el título de margrave, Alberto se autodenominó margrave de Brandeburgo (Adelbertus Dei gratia marchio in Brandenborch) el 3 de octubre de 1157, momento inicial del margraviato de Brandeburgo.

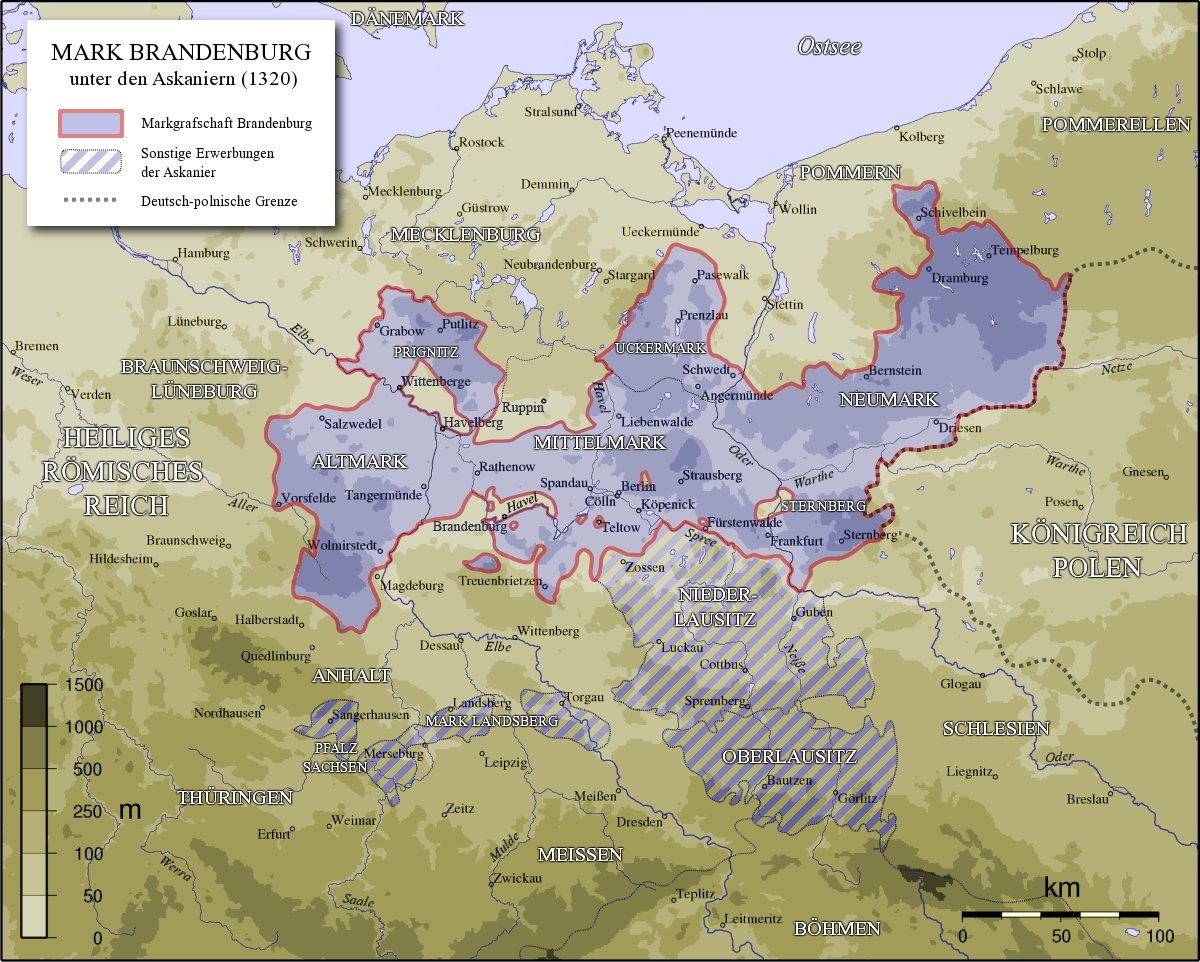
Brandeburgo hasta la extinción de la dinastía Ascania en 1320.

Los límites territoriales del margraviato original difiere del actual estado alemán, y estaba formado solo por las regiones de Havelland y Zauche. En el siglo y medio posterior, los ascanios conquistaron las regiones de Uckermark, Teltow, y Barnim en el este del Havel y Nuthe, ampliando de esta manera la Marca hasta el río Óder. Brandeburgo Oriental (Neumark o "Marca Nueva") al este del Oder fue adquirido gradualmente mediante compras, matrimonios y la ayuda de los Piastas polacos.
Debido al suelo predominantemente arenoso de Brandeburgo, el principado, muy limitado agrícolamente, fue llamado "el arenero del Sacro Imperio Romano Germánico". Alberto invitó a colonos a asentarse en el nuevo territorio, y muchos procedían de la Altmark ("Marca Vieja", un nombre posterior para la marca del norte original), el Harz, Flandes (de ahí la región Fläming), y Renania. Después de la captura de territorio a lo largo de los ríos Elba y Havel en los años 1160, colonos flamencos y holandeses de regiones inundadas en Holanda usaron su habilidad para construir diques en Brandeburgo. Inicialmente, los ascanios protegieron el país asentando caballeros en pueblos; castillos fortificados con caballeros se ubicaron en su mayor parte en la región fronteriza de la Neumark. Después del declive del poder imperial en el siglo XIV, sin embargo, caballeros empezaron a construir castillos por todo el principado, dándoles más independencia.
Después de la muerte de Alberto en 1170, su hijo lo sucedió como Otón. Los ascanios siguieron una política de expansión hacia el este y el noreste con la pretensión de conectar sus territorios a través de Pomerania hasta el mar Báltico. Esta política los llevó a entrar en conflicto con el reino de Dinamarca. Tras la batalla de Bornhöved (1227), el margrave Juan I planteó su pretensión a Pomerania, lo recibió como feudo del emperador Federico II en 1231. Mediados del siglo XIII era una época de importantes desarrollos para la casa de Ascania, pues ganó Stettin (Szczecin) y Uckermark (1250), aunque este último más tarde lo perdió en favor del ducado de Pomerania. Enrique II, el último margrave ascanio, murió en 1320.

### Wittelsbach

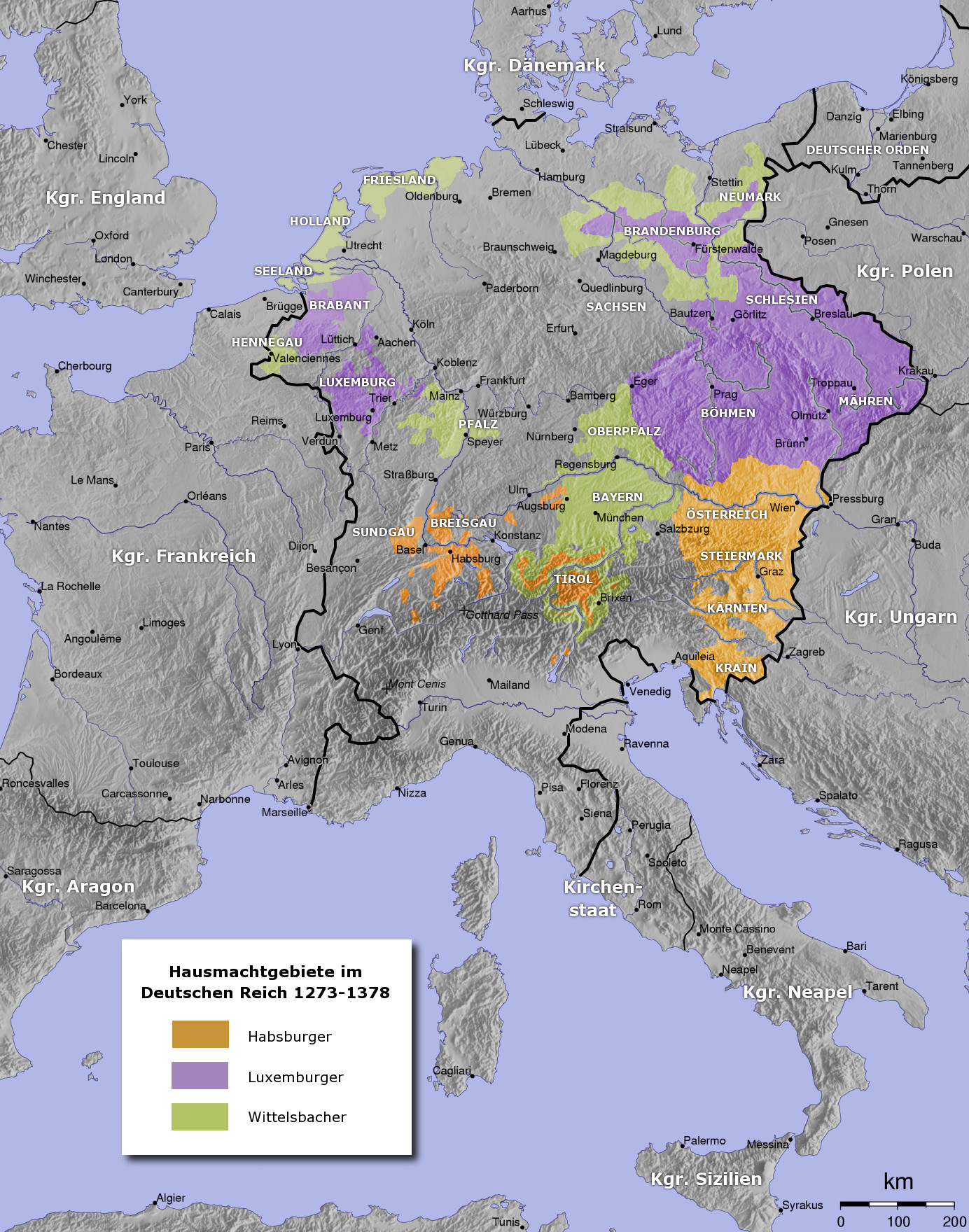
El Sacro Imperio Romano Germánico desde 1273 hasta 1378.
----
Tierras Habsburgo
Tierras Luxemburgo
Tierras Wittelsbach

Habiendo derrotado a los Habsburgo, el emperador Wittelsbach Luis IV, tío de Enrique II, entregó Brandeburgo a su hijo mayor, Luis I (el "Brandeburgués") en 1323. Como consecuencia del asesinato del preboste Nikolaus von Bernau en 1325, Brandeburgo fue castigado con un interdicto papal. Desde 1328 en adelante, Luis estuvo en guerra contra Pomerania que él pretendía como un feudo y el conflicto no terminó antes de 1333. El gobierno del margrave Luis I fue rechazado por la nobleza local de Brandeburgo, y, después de la muerte del emperador Luis IV en 1347, el margrave se vio enfrentado con el Falso Valdemaro, un impostor del fallecido margrave Valdemaro. El pretendiente fue reconocido como margrave de Brandeburgo el 2 de octubre de 1348 por el nuevo emperador, Carlos IV de Luxemburgo, pero fue expuesto como un fraude después de la paz entre los Wittelsbach y los Luxemburgo en Eltville. En 1351 Luis entregó la Marca a sus medio hermanos Luis II (el "romano") y Otón V a cambio del solo gobierno sobre Alta Baviera.
Luis el Romano obligó al Falso Valdemaro a renunciar a sus pretensiones sobre Brandeburgo y consiguió que los margraves de Brandeburgo fueran príncipes electores en la Bula de Oro de 1356. Brandeburgo entonces se convirtió en un Kurfürstentum (literalmente "principado electoral" o "electorado") del Sacro Imperio Romano Germánico y tenía voto en la elección del emperador del Sacro Imperio. El margrave de Brandeburgo también ostentaba el título ceremonial de Archichambelán del Imperio (en latín: Archi-Camerarius Imperii). Cuando Luis el Romano murió en 1365, Otón asumió el gobierno de Brandeburgo, aunque rápidamente descuidó la marca. Vendió Baja Lusacia, que ya había prometido a la dinastía Wettin, al emperador Carlos IV en 1367. Un año después, perdió la ciudad de Deutsch Krone (Wałcz) en favor del rey polaco Casimiro el Grande.

### Luxemburgo
Después de mediados del siglo XIV, el emperador Carlos IV intentó asegurar Brandeburgo para la Casa de Luxemburgo. El control sobre el voto electoral de Brandeburgo ayudaría a asegurar a los Luxemburgo la elección al trono imperial, pues ya tenían el voto de Bohemia. Carlos tuvo éxito al lograr adquirir Brandeburgo del margrave Otón por 500.000 guilders en 1373 y, en un Landtag en Guben, unió (pero no incorporó) Brandeburgo a la Corona de Bohemia. Carlos eligió el castillo de Tangermünde como la residencia electoral.
El poder de los Luxemburgo en Brandeburgo declinó durante el reinado del sobrino de Carlos, Jobst de Moravia. Brandeburgo Oriental (Neumark) fue entregado en prenda a los caballeros teutónicos, que descuidaron la región fronteriza. Bajo los margraves Wittelsbach y Luxemburgo, Brandeburgo cayó progresivamente bajo el control de la nobleza local conforme la autoridad central declinaba.

### Hohenzollern

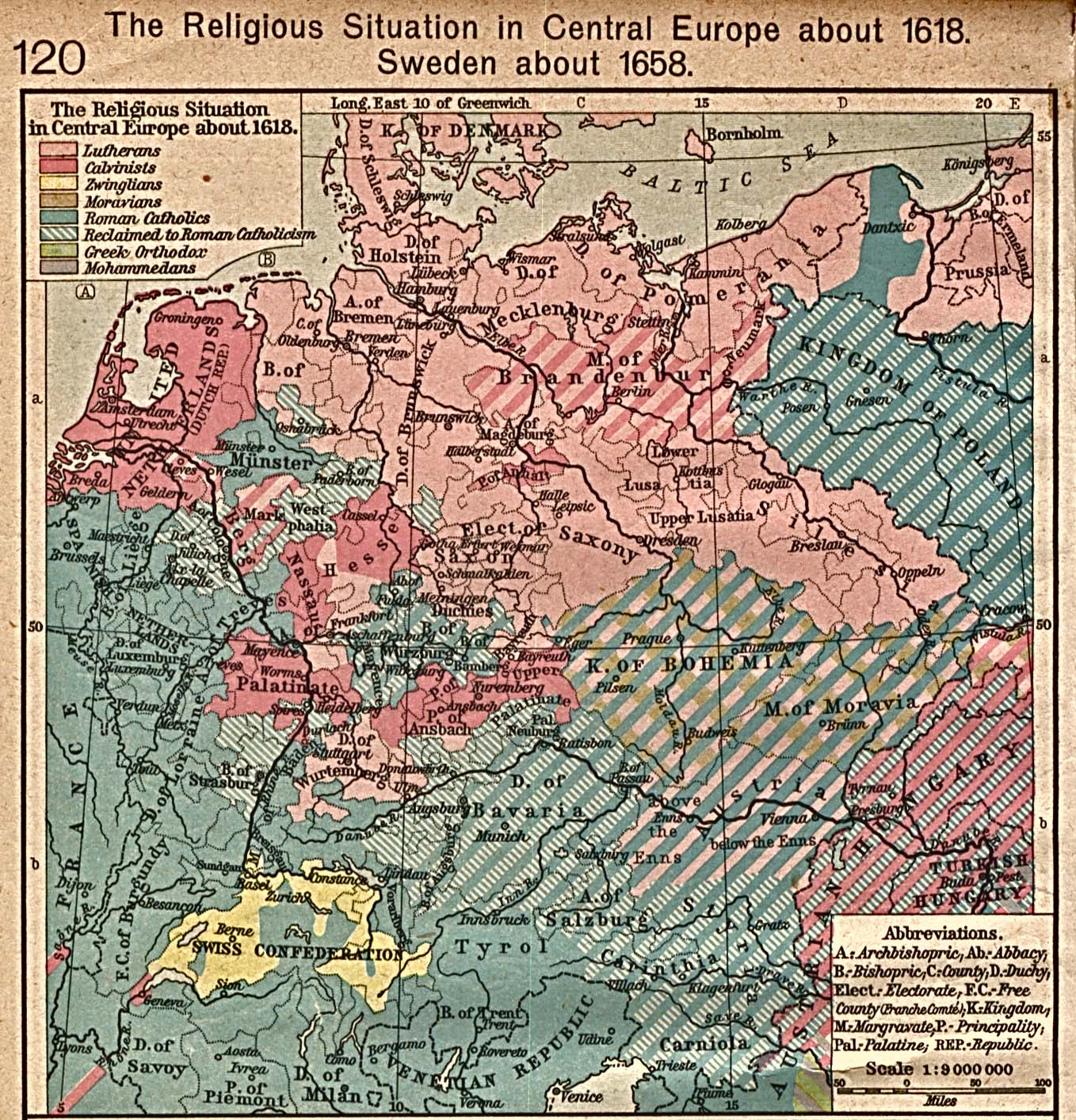
Religión en el centro de Europa, h. 1618.
----
Luteranos
Calvinistas
Zwinglianos
Husitas/Hermanos checos
Católicos
Ortodoxos griegos
Musulmanes

A cambio de apoyar a Segismundo como sacro emperador en Fráncfort en 1410, Federico VI de Núremberg, un burgrave de la Casa de Hohenzollern, recibió control hereditario sobre Brandeburgo en 1411. La nobleza local rebelde como la familia Quitzow se opuso a su nombramiento, pero Federico aplastó a estos caballeros con artillería. Algunos nobles vieron confiscadas sus propiedades, y los estados brandeburgueses se aliaron en Tangermünde el 20 de marzo de 1414. Federico fue reconocido oficialmente margrave y príncipe elector como Federico I de Brandeburgo en el Concilio de Constanza de 1415. La investidura formal de Federico con el Kurmark, o marca electoral, y su nombramiento como archichambelán del Sacro Imperio Romano Germánico ocurrió el 18 de abril de 1417, también durante el Concilio de Constanza.
Federico hizo de Berlín su residencia, aunque él se retiró a sus posesiones de Franconia en 1425. Entregó el gobierno de Brandeburgo a su hijo mayor Juan el Alquimista, al tiempo que conservaba la dignidad electoral para sí mismo. El siguiente elector, Federico II, forzó la sumisión de Berlín y Cölln, estableciendo un ejemplo para las otras ciudades de Brandeburgo. Volvió a adquirir Brandeburgo Oriental a los caballeros teutónicos por los tratados de Cölln y Mewe y comenzó su reconstrucción.
Años de guerra con el ducado de Pomerania terminaron por los tratados de Prenzlau (1448, 1472, y 1479).
Brandeburgo aceptó la Reforma protestante en 1539. La población permaneció en gran medida luterana desde entonces, aunque algunos electores posteriores se convirtieron al calvinismo.
Los Hohenzollern de Brandeburgo buscaron expandir su poder de base a partir de sus relativamente pequeñas posesiones, aunque esto los llevó a entrar en conflicto con los estados vecinos. Juan Guillermo de Jülich-Cléveris-Berg murió sin hijos en 1609. Su sobrina mayor, Ana de Prusia, era la esposa de Juan Segismundo de Brandeburgo, que rápidamente reclamó su herencia y envió tropas para tomar algunas de las posesiones de Juan Guillermo en Renania. Desafortunadamente para Juan Segismundo, este esfuerzo se vio implicado con la guerra de los Treinta Años y la disputada sucesión de Jülich. A finales de la guerra en 1648, Brandeburgo fue reconocido como el poseedor de aproximadamente la mitad de la herencia, comprendiendo el ducado de Cléveris en Renania y los condados de Mark y Ravensberg en Westfalia. Estos territorios, que estaban a más de 100 kilómetros de las fronteras de Brandeburgo, formaron el núcleo de la posterior Renania prusiana.

#### Brandeburgo-Prusia

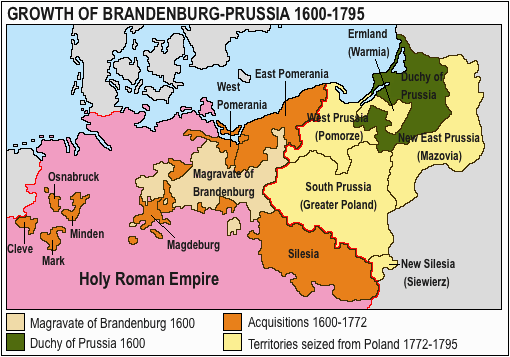
Crecimiento de Brandeburgo-Prusia, 1600-1795.

Cuando Alberto Federico, duque de Prusia, murió sin hijos en 1618, su yerno Juan Segismundo heredó el ducado de Prusia. Gobernó ambos territorios en una unión personal que pasó a ser conocido como Brandeburgo-Prusia. De esta forma, el matrimonio fortuito de Juan Segismundo con Ana de Prusia, y las muertes de su tío materno en 1609 y su padre en 1618 sin herederos masculinos inmediatos, demostró ser la clave por la que Brandeburgo adquirió territorio tanto en Renania como en el mar Báltico. Prusia quedaba fuera del Sacro Imperio Romano Germánico y los electores de Brandeburgo lo mantuvieron como un feudo de la Mancomunidad Polaco lituana, a los que los electores rendían homenaje.
Los electores de Brandeburgo pasaron los siguientes dos siglos intentando obtener tierras para unir sus territorios separados (la marca de Brandeburgo, los territorios en Renania y Westfalia y la Prusia ducal) para formar un dominio continuo. En la paz de Westfalia que puso fin a la guerra de los Treinta Años en 1648, Brandeburgo-Prusia adquirió Pomerania Ulterior e hicieron de ella la Provincia de Pomerania por el Tratado de Stettin (1653). En la segunda mitad del siglo XVII, Federico Guillermo, el "Gran Elector", convirtió Brandeburgo-Prusia en una gran potencia. El estado construyó la primera armada de Brandeburgo (Kurbrandenburgische Marine), lideró las colonias de escasa duración en Arguin, la Costa de Oro brandeburguesa, y Santo Tomás. Los electores tuvieron éxito a la hora de adquirir plena soberanía sobre Prusia en los tratados de Wehlau y Bromberg en 1657. Los territorios de los Hohenzollern fueron abiertos a la inmigración por los refugiados hugonotes por el edicto de Potsdam en 1685.

#### Reino de Prusia
A cambio de ayudar al emperador Leopoldo I durante la guerra de sucesión española, al hijo de Federico Guillermo, Federico III, se le permitió elevar Prusia al estatus de reino. El 18 de enero de 1701, Federico se coronó a sí mismo como Federico I, rey en Prusia. Prusia, a diferencia de Brandeburgo, quedaba fuera del Sacro Imperio Romano Germánico, dentro del cual solo el emperador y el gobernante de Bohemia podía llamarse a sí mismo rey. Como rey era un título más prestigioso que príncipe elector, los territorios de los Hohenzollern pasaron a ser conocidos como el reino de Prusia, aunque la base de su poder permaneció en Brandeburgo. Legalmente, Brandeburgo aún era parte del Sacro Imperio Romano Germánico, gobernado por los Hohenzollern en unión personal con el reino prusiano sobre el cual tenía soberanía plena. Por esta razón, los Hohenzollern siguieron usando el título adicional de Elector de Brandeburgo para el resto de la duración del imperio. Sin embargo, para esta época la autoridad del emperador sobre el imperio se había convertido en meramente nominal. Los diversos territorios del imperio actuaron más o menos como estados soberanos de facto, y sólo reconocían la jefatura suprema del emperador sobre ellos de manera formal. Por esta razón, Brandeburgo pronto pasó a ser tratado como parte de facto del reino prusiano más que como una entidad separada.
Desde 1701 hasta 1946, la historia de Brandeburgo fue en gran medida la del estado de Prusia, que se estableció como una gran potencia en Europa durante el siglo XVIII. El rey Federico Guillermo I de Prusia, el "Rey soldado", modernizó el ejército prusiano, mientras que su hijo Federico el Grande intervino en las guerras de Silesia y las particiones de Polonia. La designación feudal del margraviato de Brandeburgo acabó con la disolución del Sacro Imperio Romano Germánico en 1806, que hizo de los Hohenzollern de jure así como de facto soberanos sobre este. Fue reemplazado con la provincia de Brandeburgo en 1815 después de las guerras napoleónicas. Brandeburgo, junto con el resto de Prusia, pasó a ser parte del Imperio alemán en 1871 durante la unificación de Alemania dirigida por los prusianos.

### Años posteriores

Escudo de Brandeburgo desde 1945-52.

Durante el Gleichschaltung de provincias por la Alemania nazi durante los años treinta, la provincia de Brandeburgo y el Estado Libre de Prusia perdieron toda relevancia práctica. La región fue administrada como el Gau "Mark Brandenburg".
El estado de Prusia fue de jure abolido en 1947 después de la derrota de la Alemania nazi en la Segunda Guerra Mundial; el Gau "Mark Brandenburg" fue reemplazado por el estado de Brandeburgo. El territorio al este de la línea Óder-Neisse (la región de Brandeburgo Oriental) fue colocada bajo administración polaca (se convirtió en parte de Polonia cuando sus fronteras fueron acordadas por las potencias internacionales en 1945 en la Conferencia de Yalta) y separada de Alemania. La mayor parte de la población germanófona fue expulsada y reemplazada con polacos. Brandeburgo al oeste de la línea Oder–Neisse quedó en la zona de ocupación soviética; se convirtió en parte de la República Democrática Alemana. En 1952 la región fue dividida entre los distritos de Cottbus, Frankfurt (Oder), Potsdam, Schwerin, y Neubrandenburg; Berlín fue dividida entre Berlín Oriental y Berlín Occidental.
Esta división de Brandeburgo continuó hasta la reunificación alemana en 1990. Los distritos de Alemania Democrática fueron disueltos y reemplazados con el estado de Brandeburgo con su capital en Potsdam.